# Risso's gladkopvis
Risso's gladkopvis (Alepocephalus rostratus) is een straalvinnige vissensoort uit de familie van gladkopvissen (Alepocephalidae). De wetenschappelijke naam van de soort is voor het eerst geldig gepubliceerd in 1820 door Risso.

## Kenmerken
Deze vis heeft een langgerekt, samengedrukt lichaam met een ver achterwaarts geplaatste rug- en aarsvin. Het met tamelijk kleine schubben bedekte lichaam bevat een onbeschubde, slijmige kop. Ze hebben een gevorkte staartvin. De kleur is donkergrijs of bruinachtig. De lichaamslengte bedraagt maximaal 47 cm en het gewicht tot 825 gram.

## Leefwijze
Deze vissen slaan toe vanuit een hinderlaag. Hun prooien bestaan uit ongewervelden.

## Verspreiding en leefgebied
Deze soort komt voor in de noordoostelijke Atlantische Oceaan en de Grote Oceaan in gematigde en tropische wateren